# ماراثون أبو ظبي
ماراثون أبو ظبي (المعروف أيضًا باسم ماراثون أدنوك أبو ظبي نسبة للجهة الراعية) هو ماراثون سنوي على الطرقات تستضيفه أبو ظبي، الإمارات العربية المتحدة، منذ عام 2018. الماراثون من تنظيم مجلس أبوظبي الرياضي، وهو سباق الطريق لألعاب القوى العالمية وهو عضو في رابطة الماراثونات الدولية وسباقات المسافات. خلال عطلة نهاية الأسبوع. ركزت النسخة الخامسة من ماراثون أدنوك أبوظبي التي شارك فيها أكثر من 25 ألف عداء وعداءة من 168 دولة من مختلف أنحاء العالم على موضوع الاستدامة بشكل أكبر، من خلال العديد من المبادرات التي تهدف إلى الحد من الأثر البيئي والنفايات، يسبقه برنامج تدريبي مجاني لمدة ثمانية أشهر، تتوفر الجلسات التدريبية للبرنامج في جميع أنحاء دولة الإمارات تحت إشراف مجموعة من المدربين الخبراء، لضمان تأهيل العدائين من جميع المستويات للمشاركة في فئة السباق التي يختارونها.

## تاريخ
أقيم السباق لأول مرة في 2018.12.07  . فاز بالماراثون العداء الكيني ماريوس كيبسيرم والعداء الإثيوبي أبابيل يشانيه، بزمن قدره 2:04:04 و2:20:16 على التوالي. وشارك في هذا الحدث ما يقرب من 10000 شخص. كان للماراثون جائزة مالية كبيرة تبلغ 100000 دولار أمريكي تُمنح لكل واحد من الفائزين الأثنين الأوليين. ويصل مجموع جوائز الماراثون إلى 303 آلاف دولار أميركي.
لاحظ المراقبون بأن الدورة كانت قصيرة، بعد فترة وجيزة من السباق الافتتاحي حيث أنهى العديد من المتسابقين السباق بطريقة التقسيم السلبي وسجلوا أرقامًا قياسية شخصية. لاحظ أحد الأشخاص أن الأوقات التي تُسجل تمتد بين 30 كـم (19 ميل) و 35 كـم (22 ميل) كانت العلامات أسرع من المعتاد. بعد شهرين، قام خبراء الماراثون شون هارتنت وهيلموت وينتر بقياس المسار وخلصوا إلى أنه بسبب نقطة التحول المشار إليها بشكل غير صحيح، فإن "الكيلومتر الرابع والثلاثين [كان] قصيرًا بين 195.8 و199.6 مترًا". لا تدرج بطولة العالم لألعاب القوى وقت الفوز في قوائم أسرع سباقات الماراثون الخارجية على الإطلاق.
ماراثون الرجال للنسخة الثانية من الحدث، الذي أقيم في 2019.12.06  ، فاز به بشكل غير متوقع منظم ضربات القلب الكيني روبن كيبييغو. على الرغم من أنه كان من المتوقع أن يحدد وتيرة مجموعة الصدارة ثم ينسحب من السباق في حوالي العلامة 30 كـم (19 ميل)، لم يتمكن أي من عدائي النخبة من مواكبة كيبيغو في تلك المرحلة. ظل كيبيغو يشعر بالرضا ويجد ظروف السباق مثالية، وأنهى السباق بتقسيم سلبي، محققًا أفضل رقم شخصي قدره 2:04:40، أي أسرع بدقيقتين تقريبًا من صاحب المركز الثاني. مواطنته فيفيان كيبلاجات [الإنجليزية] سجلت أيضًا رقمًا قياسيًا شخصيًا حيث فازت بوقت قدره 2:21:11، وحصل كل من المتسابقين على جائزة 100000 دولار لفوزهم بالسباق.
أُجلت نسخة 2020 من السباق إلى عام 2021 بسبب جائحة فيروس كورونا، مع منح جميع المسجلين خيار استرداد رسوم الدخول (مطروحًا منها الرسوم الإدارية).
فاز مرة أخرى في 2022.12.17  ، جهاز تنظيم ضربات القلب بسباق الماراثون للرجال. بعد تحديد وتيرة المجموعة الرائدة، وجد العداء الكيني تيموثي كيبلاغات [الإنجليزية] نفسه في النهاية وحيدًا في المقدمة، لذلك قرر إنهاء السباق وفاز به بأكثر من أربع دقائق. كان وقت إنهاء كيبلاغات وهو 2:05:20 هو أفضل رقم قياسي شخصي. فازت العداءة البحرينية يونيس تشومبا بسباق الماراثون للسيدات بزمن قدره 2:20:41. اجتذبت السباقات نخبة من العدائين العالميين إلى جانب الرياضيين من أصحاب الهمم والألعاب البارالمبية.

## أقسام سباقات ماراثون ادنوك أبوظبي

### الماراثون الكبير
- المسافة: 42,195 كم
- وقت الانطلاق: 06:00 صباحاً
- نقطة التجمع: شارع الملك عبد الله بن عبد العزيز آل سعود خلف مبنى شركة أدنوك
- النهاية: مبنى شركة أدنوك

### ماراثون التتابع المكون من شخصين
- المسافة: 42 كم
- وقت الانطلاق: 06:00 صباحاً
- نقطة التجمع: مبنى شركة أدنوك
- النهاية: مبنى شركة أدنوك

### ماراثون مسافة 10 كم
- وقت الانطلاق: 06:30 صباحاً
- نقطة التجمع: أبراج نيشن
- النهاية: شارع الملك سلمان بن عبد العزيز آل سعود، بجانب مبنى شركة أدنوك

### ماراثون مسافة 5 كم
- وقت الانطلاق: 09:30 صباحاً
- نقطة التجمع: أبراج نيشن
- النهاية: شارع الملك سلمان بن عبد العزيز آل سعود

### ماراثون مسافة 2.5 كم
- وقت الانطلاق: 08:45 صباحاً
- نقطة التجمع: أبراج نيشن
- النهاية: شارع الملك سلمان بن عبد العزيز آل سعود

## مسار
يجري الماراثون على مسار دائري سلط الضوء على أبرز معالم إمارة أبوظبي الحديثة والقديمة على حد سواء. يبدأ المسار وينتهي في المقر الرئيسي لأدنوك. يتجه المتسابقون أولاً إلى الجنوب الشرقي إلى واحة الكرامة، متبعين الحافة الجنوبية للجزيرة تقريبًا. ثم يتجه المسار عائداً إلى الشمال الغربي، مروراً بمركز التجارة العالمي في أبوظبي في طريقه إلى الكورنيش. يتجه المتسابقون بعد ذلك إلى الشمال الشرقي للحصول على وثبة قصيرة للخارج والخلف قبل الركض في آخر 5 كـم (3 ميل) تقريبًا جنوب غرب على طول الكورنيش للعودة إلى منطقة النهاية.

## روابط خارجية
الموقع الرسمي